# Fiorenzo Clauser
Fiorenzo Clauser (28 settembre 1897 – gennaio 1967) è stato un politico e medico italiano.

## Biografia
Di professione medico, fu docente universitario e primario di ostetricia e ginecologia dell'Ospedale Maggiore di Bergamo.
Iscritto alla Democrazia Cristiana, nel 1956 venne eletto come secondo presidente della Provincia di Bergamo dalla nascita delle giunte provinciali, rimanendo in carica dal 1956 fino al 1960. Dal 1964 all'ottobre 1966 fu sindaco di Bergamo. Morì pochi mesi più tardi, nel gennaio 1967, all'età di 69 anni.